# باول همر
باول همر (بالفرنسية: Paul Hammer)‏ هو كاتب سيناريو لوكسمبورغي، ولد في 13 يوليو 1900، وتوفي في 1978.

## وصلات خارجية
- باول همر على موقع أوليمبيديا (الإنجليزية)